# Hans-Busso von Busse
Pour les articles homonymes, voir von Busse.

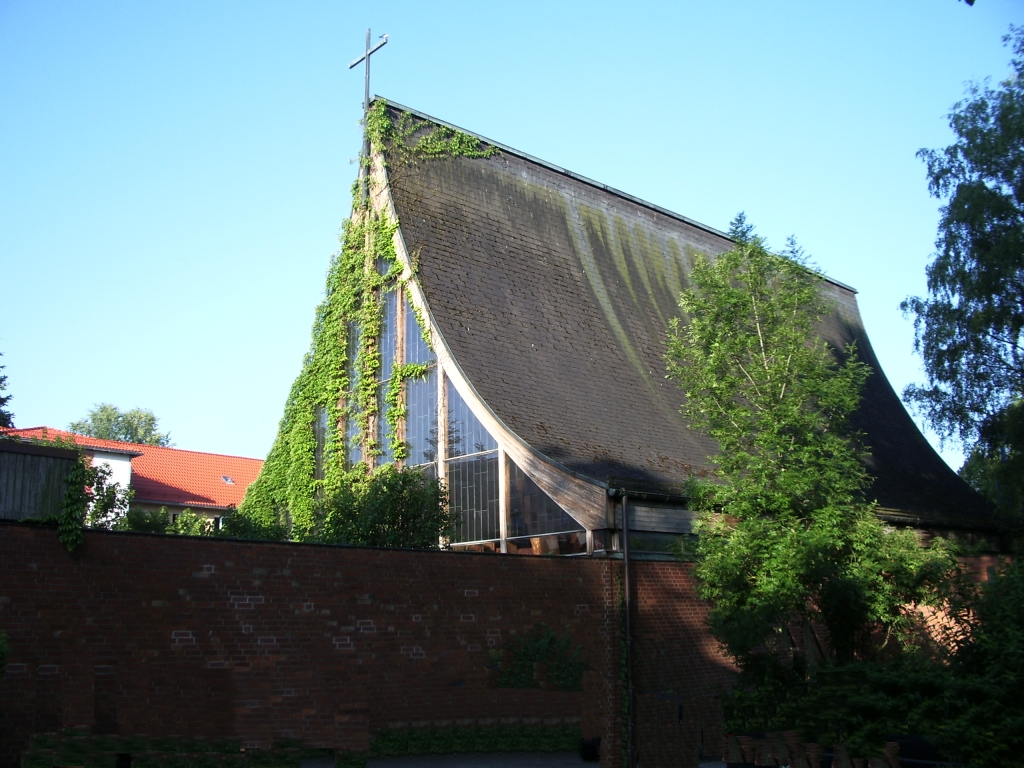

Hans-Busso (Arthur Rudolf) von Busse (né à Oppeln, aujourd’hui en Pologne, le 7 mai 1930 et mort à Munich le 7 novembre 2009) est un architecte allemand.

## Ouvrages
- Wahrnehmungen. Standpunkte zur Architektur,  (ISBN 3782816064)
- Gedanken zum Raum, Wege zur Form. Concepts of Space, Paths to Form., Krämer Stuttgart 2000,  (ISBN 3782816110)
- Atlas Flache Dächer. Nutzbare Flächen., Birkhäuser Verlag 2000,  (ISBN 3764363045), avec Nils V. Waubke, Rudolf Grimme